# ムーラン・ルージュ オリジナル・サウンドトラック
| 専門評論家によるレビュー | 専門評論家によるレビュー |
| レビュー・スコア         | レビュー・スコア         |
| 出典                     | 評価                     |
| ------------------------ | ------------------------ |
| Allmusic                 | [ 1 ]                    |
| スラント・マガジン       | [ 2 ]                    |

『ムーラン・ルージュ オリジナル・サウンドトラック』（英: Moulin Rouge! Music from Baz Luhrmann's Film）は、バズ・ラーマンが2001年に制作した映画『ムーラン・ルージュ』のサウンドトラックである。アルバムは2001年5月8日に発売された。作中使用曲の多くが収録された一方、別バージョンが制作されたり、収録されなかった有名曲も存在した。映画オリジナル版や追加収録曲は、2002年に発売された第2弾アルバム『ミュージック・フロム・ムーラン・ルージュ2』に収録されている。

## 収録曲
このアルバムに収録されているのは、デヴィッド・ベアウォルドとケヴィン・ギルバートが作曲したオリジナル曲「カム・ホワット・メイ」を除けば、その全てがカバー曲である。オープニング・トラックの「ネイチャー・ボーイ」はデヴィッド・ボウイが歌ったものだが、作中ではジョン・レグイザモ演じるアンリ・ド・トゥールーズ＝ロートレックがこの曲を歌唱している。元々アメリカのシンガーソングライター・エデン・アーベが作曲したこの曲は、ニコール・キッドマンの独白を加えたボウイとマッシヴ・アタックによる別録版も作られ、アルバムの最終曲として収録された。
ボブ・クルーとケニー・ノーランの手による「レディ・マーマレイド」は、1970年代にガールズ・グループのラベルがヒットさせた曲である。この曲の歌詞でもある"Voulez-vous coucher avec moi, ce soir?" (en) は、「今夜ベッドを共にしない？」という誘い文句である。またラベルによるオリジナル版は、2003年にグラミー・ホール・オブ・フェイムに登録された。このサウンドトラックに収録されているのは、クリスティーナ・アギレラ、リル・キム、マイア、ピンクが歌うもので、ミッシー・エリオットがプロデュースと追加ヴォーカルを担当している。このカバーは好意的に受け止められ、アメリカ合衆国のBillboard Hot 100で1位を獲得したり、グラミー賞の最優秀ポップ・コラボレーション賞ヴォーカル部門を受賞した。
「ビコーズ・ウィ・キャン」の作曲者としてクレジットされているのはノーマン・クックだが、これはこの曲の演奏・プロデュースを手掛けたファットボーイ・スリムのことである。この曲にはジム・ブロードベントがハロルド・ジドラー役として歌った「ジドラーのラップ（Zidler's Rap）」が組み込まれており、「次世代のカンカン」（'Can Can' for the next generation）とも呼ばれた。「スパークリング・ダイアモンズ」には、キッドマンとブロードベントの他に、キャロライン・オコナー、ナタリー・メンドーザ、ララ・マルケイ（Lara Mulcahy）が参加した。この曲は、『紳士は金髪がお好き』の1949年ブロードウェイ版でも使用された「ダイアモンドは女の親友」（ジューリー・スタイン、レオ・ロビン作）とマドンナの「マテリアル・ガール」を繋いだメドレー形式になっている。また「リズム・オブ・ザ・ナイト」は、アメリカのR&Bグループ・デバージが1985年に発表したヒットシングルである。ビルボードのホットR&B/ヒップ・ホップ・ソングスで1位、Billboard Hot 100で3位にランクインしたこの曲は、ソングライターであるダイアン・ウォーレンのキャリアを「ジャンプスタートさせる」（jumpstarted）ことになったが、このアルバムではキッドマンの独白を加えてヴァレリア（Valeria）が歌った。

## トラックリスト
| #         | タイトル | 作詞      | 作曲・編曲 | アーティスト                                                                                             | 時間 |
| --------- | --- | --------- | ---------- | --- | ---- |
| 1.        | 「ネイチャー・ボーイ」(Nature Boy)                                                                                               |           |            | デヴィッド・ボウイ                                                                                       | 3:25 |
| 2.        | 「レディ・マーマレイド」(Lady Marmalade)                                                                                         |           |            | クリスティーナ・アギレラ、リル・キム、マイア、ピンク                                                     | 4:25 |
| 3.        | 「ビコーズ・ウィ・キャン」(Because We Can)                                                                                       |           |            | ファットボーイ・スリム                                                                                   | 3:27 |
| 4.        | 「スパークリング・ダイアモンズ」(Sparkling Diamonds)                                                                             |           |            | ニコール・キッドマン、ジム・ブロードベント、キャロライン・オコナー、ナタリー・メンドーザ、ララ・マルケイ | 2:52 |
| 5.        | 「リズム・オブ・ザ・ナイト」(Rhythm of the Night)                                                                                |           |            | ヴァレリア                                                                                               | 3:49 |
| 6.        | 「僕の歌は君の歌」(Your Song) |           |            | ユアン・マクレガー、アレッサンドロ・サフィナ                                                             | 3:40 |
| 7.        | 「チルドレン・オブ・ザ・レヴォリューション」(Children of the Revolution)                                                         |           |            | ボノ、ギャヴィン・フライデー、モーリス・シーザー                                                         | 2:59 |
| 8.        | 「ワン・デイ・アイル・フライ・アウェイ」(One Day I'll Fly Away)                                                                  |           |            | ニコール・キッドマン                                                                                     | 3:18 |
| 9.        | 「ダイアモンドの犬」(Diamond Dogs)                                                                                               |           |            | ベック                                                                                                   | 4:34 |
| 10.       | 「エレファント・ラヴ・メドレー」(Elephant Love Medley)                                                                           |           |            | ニコール・キッドマン、ユアン・マクレガー、ジェイミー・アレン                                             | 4:13 |
| 11.       | 「カム・ホワット・メイ」(Come What May)                                                                                          |           |            | ニコール・キッドマン、ユアン・マクレガー                                                                 | 4:48 |
| 12.       | 「エル・タンゴ・ド・ロクサーヌ」(El Tango de Roxanne)                                                                            |           |            | ユアン・マクレガー、ホセ・フェリシアーノ、ヤツェク・コーマン                                             | 4:42 |
| 13.       | 「コンプラン・デ・ラ・ブッテ」(Complainte de la Butte)                                                                           |           |            | ルーファス・ウェインライト                                                                               | 3:07 |
| 14.       | 「ヒンディ・サッド・ダイアモンズ」(Hindi Sad Diamonds)                                                                           |           |            | ニコール・キッドマン、ジョン・レグイザモ、アルカ・ヤグニク                                               | 3:28 |
| 15.       | 「ネイチャー・ボーイ」(Nature Boy)                                                                                               |           |            | デヴィッド・ボウイ、マッシヴ・アタック                                                                   | 4:23 |
| *16.      | 「レディ・マーマレード（サンダーパス・ミックス）（※ボーナス・トラック）」(Lady Marmalade (Thunderpuss radio mix))                |           |            | クリスティーナ・アギレラ、リル・キム、マイア、ピンク                                                     | 4:09 |
| *17.      | 「カム・ホワット・メイ（ジョシュ・G・エイブラハムズ・ミックス）（※ボーナス・トラック）」(Come What May (Josh G. Abrahams remix)) |           |            | ユアン・マクレガー、ニコール・キッドマン                                                                 | 4:01 |
| 合計時間: | 合計時間: | 合計時間: | 65:20      | |      |

## 参加者
| - ジョシュ・エイブラハムズ – 音楽プロデューサー（1、4–6、8、10、12） - ピンク – パフォーマー（2） - クリスティーナ・アギレラ – パフォーマー（2） - エデン・アーベ – 作曲家（1、15） - ジェイミー・アレン（Jamie Allen） – パフォーマー（10） - ヴァレリア・アンドリュース（Valeria Andrews） – パフォーマー（5） - クレイグ・アームストロング – プロデューサー（1、4、6、8、10、12、15）、オーケストレーション（11）、編曲家（6、8、10、12） - ジョン・"ビートル"・ベイリー – アシスタント・レコーディング・エンジニア - クリス・バレット（Chris Barrett） – アシスタント・レコーディング・エンジニア - ベック – パフォーマー（9） - BLAM – プロデューサー（1、4–6、8、10、12、14） - マーク・ボラン – 作曲家（7） - ボノ – ギター（7）、編曲家（7）、パフォーマー（7）、プロデューサー（7）、作曲家（10） - デヴィッド・ボウイ – パフォーマー（1、15）、作曲家（9–10） - アンディ・ブラッドフィールド（Andy Bradfield） – ミキシング（1、6、8、12、14） - ジム・ブロードベント – パフォーマー（3–4） - ピーター・ブラウン – 作曲家（4） - デズモンド・チャイルド – 作曲家（10） - フィル・コリンズ – 作曲家（10） - ノーマン・クック – 作曲家（3） - ボブ・クルー – 作曲家（2） - ニール・ダヴィッジ – ミキシング（15）、プロデューサー（15） - マリウス・デ・ヴリース – ヴォーカル・プロデューサー（3–6、8、10–12、14）、音楽監督 - ロバート・"3D"・デル・ナジャ – ミキシング（15）、プロデューサー（15） - ジミー・ダグラス（Jimmy Douglas） – エンジニア（9）、ミキシング（9） - ディラン・ドレスドウ（Dylan Dresdow） – エンジニア（2） - フェリペ・エルグエタ（Felipe Elgueta） – エンジニア（11） - クリス・エリオット（Chris Elliott） – 編曲家（10、12）、指揮者 - ミッシー・エリオット – プロデューサー（2）、ヴォーカル（2） - ブライアン・イーノ – 作曲家（10） - ロン・フェア – ヴォーカル・プロデューサー（2） - ファットボーイ・スリム – パフォーマー（3）、プロデューサー（3） - ホセ・フェリシアーノ – パフォーマー（12） - デイヴィッド・フォスター – プロデューサー（11） - ジェフ・フォスター – エンジニア（1、4–6、8、10–12、14） - サイモン・フラングレン（Simon Franglen） – エンジニア（4–6、8、10–12、14）、ヴォーカル・プロダクション・アシスタンス（4–6、8、10、12、14）、プロデューサー（11） - ライアン・フリーランド（Ryan Freeland） – ミキシング（5） - ギャヴィン・フライデー – 編曲家（7）、プロデューサー（7）、パフォーマー（7） - ジュリアン・ギャラガー – キーボード（7）、プロデューサー（7） - ケネス・ギャンブル、レオン・ハフ – 作曲家（10） - ウンベルト・ガティカ – ミキシング（11） - キャリー・ギルバート（Cary Gilbert） – 作曲家（10） - リッキー・グレアム（Ricky Graham） – アシスタント・エンジニア - イソベル・グリフィス（Isobel Griffiths） – オーケストラ・コントラクター - ブラッド・ハーネル（Brad Haehnel） – ミキシング（4、10） - アッシュ・ハウズ（Ash Howes） – プログラミング（7）、エンジニア（7） - ジェイク・ジャクソン（Jake Jackson） – アシスタント エンジニア - ウィル・ジェニングス（Will Jennings） – 作曲家（8、10） - エルトン・ジョン – 作曲家（6、10） - ニコール・キッドマン – パフォーマー（4、8、10–11、14）、ダイアローグ（5、15） - マイケル・ノブロック（Michael Knobloch） – ミュージック・プロダクション・スーパーバイザー - ヤツェク・コーマン – パフォーマー（12） - ロバート・クラフト（Robert Kraft） – 音楽総指揮 - ジョー・レグエイブ（Joe Leguabe） – パフォーマー - パトリック・レナード（Patrick Leonard） – プロデューサー（6） | - リル・キム – パフォーマー（2） - ジョン・レグイザモ – パフォーマー（14） - ジョン・レノン – 作曲家（10） - バズ・ラーマン – プロデューサー、作曲家（12） - マッシヴ・アタック – パフォーマー（15） - ポール・マッカートニー – 作曲家（10） - ユアン・マクレガー – dialogue（1）、パフォーマー（6、10–12） - ナタリー・メンドーザ – パフォーマー（4） - アントン・モンステッド（Anton Monsted） – ミュージック・スーパーバイザー、エグゼクティヴ・ミュージック・プロデューサー - ララ・マルケイ（Lara Mulcahy） – パフォーマー（4） - ドン・マーナガン（Don Murnaghan） – エンジニア（13） - マイア – パフォーマー（2） - アンディ・ネルソン（Andy Nelson） – ミキシング（10） - ジャック・ニッチェ – 作曲家（10） - ケニー・ノーラン – 作曲家（2） - キャロライン・オコナー – パフォーマー（4） - ジェニー・オグレイディ（Jennie O'Grady） – クワイア・マスター - オジー・オズボーン – パフォーマー - ドリー・パートン – 作曲家（10） - クレイグ・ピアース – 作曲家（12） - デイヴ・ペンサド（Dave Pensado） – ミキシング（2） - マイケル・ペピン（Michel Pepin） – エンジニア（13）、ミキシング（13）、プロデューサー（13） - ミッキー・ペトラリア – エンジニア（9） - ヴィニ・ポンシア – 作曲家（10） - ロバータ・ランズ（Roberta Rans） – 作曲家（4） - デイヴ・ライツァス（Dave Reitzas） – エンジニア（11） - ジャン・ルノワール – 作曲家（13） - カーメン・リッゾ – エンジニア - レオ・ロビン – 作曲家（4、14） - マイケル・C・ロス（Michael C. Ross） – エンジニア（2） - アレッサンドロ・サフィナ – パフォーマー（6） - バフィー・サント＝マリー – 作曲家（10） - サミーア – 作曲家（14） - ジョー・サンプル – 作曲家（8） - スティーヴ・シャープルズ（Steve Sharples） – 編曲家（14）、プロデューサー（14）、作曲家（14） - エディ・シュライヤー（Eddy Schreyer） – マスタリング - モーリス・シーザー – ギター（7）、編曲家（7）、キーボード（7）、プログラミング（7）、プロデューサー（7）、エンジニア（7）、パフォーマー（7） - スティーヴ・シドウェル – 編曲家（4）、ホーン・セクション編曲（5） - アレクシス・スミス（Alexis Smith） – プロデューサー（5） - ブライアン・スプリンガー（Brian Springer） – エンジニア（2） - ポール・スタンレー – 作曲家（10） - リチャード・スタンナード（Richard Stannard） – ギター（7）、キーボード（7）、プロデューサー（7） - スティング – 作曲家（12） - ジューリー・スタイン – 作曲家（4、14） - アルヴィン・スウィーニー（Alvin Sweeney） – エンジニア（7） - バーニー・トーピン – 作曲家（6、10） - ティンバランド – プロデューサー（9）、ミキシング（9） - サイモン・ソーントン – エンジニア（3） - トニー・ヴィスコンティ – vocals（1） - ルーファス・ウェインライト – パフォーマー (13)、プロデューサー（13） - ダイアン・ウォーレン – 作曲家（5） - ギャヴィン・ライト – オーケストラ・リーダー - アルカ・ヤグニク – パフォーマー（14） - ローラ・ジフレン（Laura Ziffren） – ミュージック・スーパーバイザー、エグゼクティヴ・ミュージック・プロデューサー - ジョエル・ジフキン – ヴァイオリン（13） |

## チャート
このアルバムは、アメリカ合衆国のBillboard 200において、2001年5月16日に5位で初登場した。4週後には最高順位3位を記録している。またビルボードのトップ・サウンドトラック・チャートでは首位を獲得した。2002年4月23日には、アメリカレコード協会からダブル・プラチナ認定された。
オーストラリアでは、2001年5月11日にARIAチャートで初登場4位を記録した後、翌週から11週間にわたって1位を守り、58週間チャートインした。またニュージーランドでも首位を獲得し、16週チャートインしている。また、オーストリア、デンマーク、フランス、ノルウェーでもトップ5入りしている。
2018年はじめには、2018年平昌オリンピックでカナダのアイスダンス・カップルのテッサ・ヴァーチュ・スコット・モイア組が演技にアルバム収録曲メドレーを使用したことから、再びアルバムがチャートインするなど注目を浴びた。
| チャート（2001年）                                 | 最高順位 |
| -------------------------------------------------- | -------- |
| ARIAチャート（オーストラリア）                     | 1        |
| オーストリア・アルバムチャート                     | 4        |
| ブラジル・アルバムチャート                         | 4        |
| デンマーク・アルバムチャート                       | 4        |
| フィンランド・アルバムチャート                     | 10       |
| SNEP（フランス）                                   | 4        |
| ギリシャ外国アルバムチャート（IFPIギリシャ）       | 2        |
| ニュージーランド・レコード産業協会アルバムチャート | 1        |
| ノルウェー・アルバムチャート                       | 5        |
| プロムシカエ（スペイン）                           | 56       |
| シュヴァイツァー・ヒットパラーデ（スイス）         | 13       |
| アメリカ合衆国・Billboard 200                      | 3        |

| チャート（2001年）                             | 順位 |
| ---------------------------------------------- | ---- |
| ARIAチャート（オーストラリア）                 | 1    |
| オーストリア・アルバムチャート                 | 49   |
| ベルギー・アルバムチャート（フランデレン地域） | 43   |
| ベルギー・アルバムチャート（ワロン地域）       | 56   |
| フランス・アルバムチャート                     | 72   |
| ニュージーランド・アルバムチャート             | 26   |
| スウェーデン・アルバムチャート                 | 37   |
| スイス・アルバムチャート                       | 94   |
| アメリカ合衆国アルバムチャート                 | 50   |

| チャート（2002年）                             | 順位 |
| ---------------------------------------------- | ---- |
| ARIAチャート（オーストラリア）                 | 45   |
| ベルギー・アルバムチャート（フランデレン地域） | 75   |
| フランス・アルバムチャート                     | 136  |
| アメリカ合衆国アルバムチャート                 | 109  |

## 認定と売り上げ
| 国/地域                                             | 認定        | 認定/売上数 |
| --------------------------------------------------- | ----------- | ----------- |
| オーストラリア (ARIA)                               | 5× Platinum | 350,000^    |
| ベルギー (BEA)                                      | Gold        | 25,000*     |
| ブラジル (ABPD)                                     | Gold        | 50,000*     |
| カナダ (Music Canada)                               | Gold        | 50,000^     |
| フランス (SNEP)                                     | Gold        | 100,000*    |
| ギリシャ (IFPI Greece)                              | Gold        | 15,000^     |
| スウェーデン (GLF)                                  | Gold        | 40,000^     |
| スイス (IFPI Switzerland)                           | Gold        | 20,000^     |
| イギリス (BPI)                                      | Platinum    | 300,000^    |
| アメリカ合衆国 (RIAA)                               | 2× Platinum | 3,200,000   |
| * 認定のみに基づく売上数 ^ 認定のみに基づく出荷枚数 |             |             |

## リリース
| 地域                       | 発売日        | レーベル                         | フォーマット                                                  | カタログ   |
| -------------------------- | ------------- | -------------------------------- | ------------------------------------------------------------- | ---------- |
| アメリカ合衆国、ヨーロッパ | 2001年5月8日  | インタースコープ・レコード       | CD、デジタル・ダウンロード、 ダブル・ビニルアルバム（2017年） | 490507-2   |
| 日本                       | 2001年7月18日 | インタースコープ（ユニバーサル） | CD                                                            | UICS-1019  |
| 日本                       | 2017年3月29日 | インタースコープ（ユニバーサル） | CD、配信                                                      | UICY-78223 |